# Groupe financier OP
Pour les articles homonymes, voir OP.
Le Groupe OP (finnois : OP-ryhmä) est un groupe coopératif bancaire finlandais basé à Helsinki. 
En 2016, le groupe OP est le plus important groupe banquier de Finlande, avec une part de marché de 38 % pour les dépôts et de 35 % pour les prêts,,.

## Présentation
En 2016, OP regroupe 180 banques coopératives, le groupe a plus de quatre millions de clients en Finlande  dont 1,7 million sont clients-propriétaires. 
Le groupe OP est basé sur les banques coopératives locales, qui sont copropriétaires du groupe OP Osuuskunta.

## Filiales de OP
- OP Yrityspankki Oyj est une banque commerciale, qui agit en tant que banque centrale du groupe OP, est responsable des liquidités du groupe et gère les opérations internationales du groupe.
- OP-Palvelut Oy produit, développe et maintient les services nécessaires aux entreprises du groupe OP.
- OP-Henkivakuutus Oy se concentre sur les activités d’assurance vie et d’assurance retraite du groupe et sur son développement. La gamme de produits de la société comprend des services d'assurance vie, de retraite, d'investissement.
- OP-Rahastoyhtiö Oy gère les fonds communs de placement du groupe OP. La société utilise le réseau de services des banques coopératives et les services en ligne d’OP pour vendre des parts de ces fonds.
- OP-Asuntoluottopankki Oyj octroie des prêts hypothécaires à long terme par l’intermédiaire du réseau de banques coopératives.
- OP-Korttiyhtiö Oyj se concentre sur la vente et la gestion de crédits à la consommation non garantis. Les principaux produits de la banque sont des crédits liés au groupe OP.
- OP-Eläkekassa et OP-Eläkesäätiö agissent en tant qu'institutions de prévoyance pour la prévoyance professionnelle et la prévoyance complémentaire du groupe OP.